# Véhicule électrique en Chine

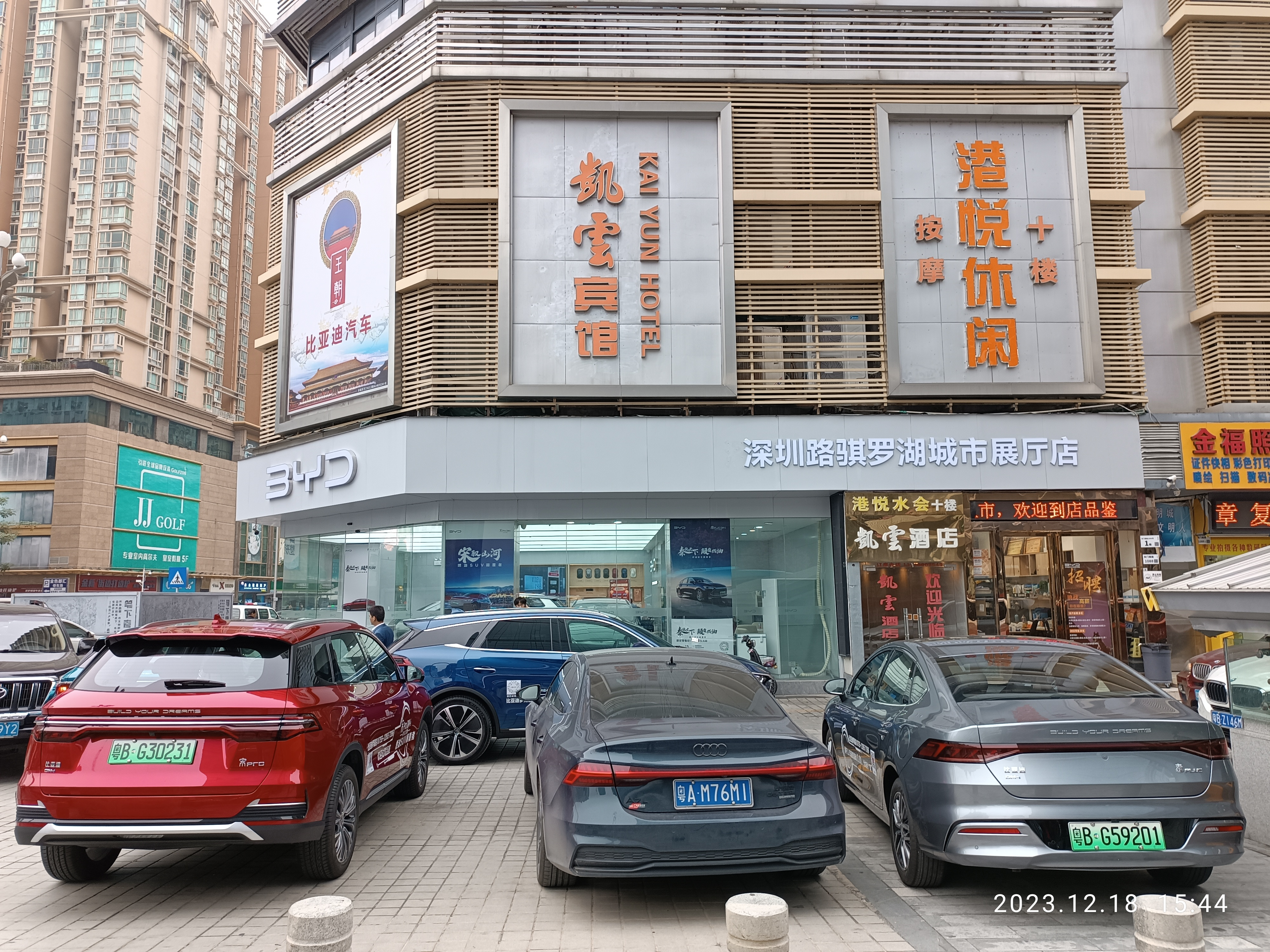
Une concession BYD à Shenzhen.

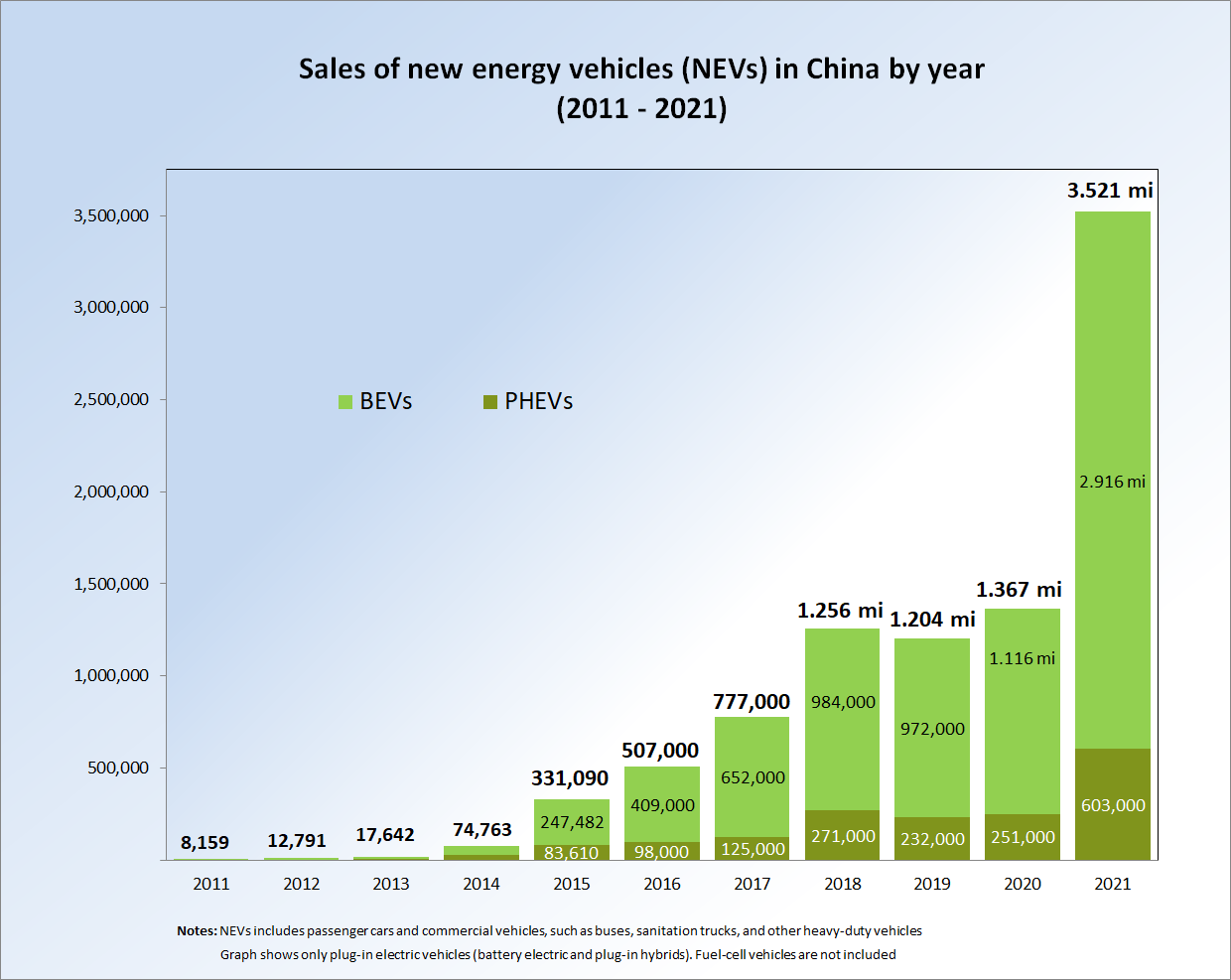
En vert les ventes de véhicules électriques et en vert foncé les ventes de véhicules hybrides rechargeables en Chine.

Le nombre de véhicules électriques en Chine est le plus important au monde : 16 millions à la fin de 2023, année au cours de laquelle 5,4 millions de voitures 100 % électriques ont été vendues dans le pays, soit 57 % des ventes mondiales et 25 % des ventes automobiles en Chine.

## Marché
La Chine est le premier marché mondial de véhicules électriques et hybrides rechargeables depuis 2015.
Au premier semestre 2025, les voitures électrifiées (NEV : électriques et hybrides rechargeables) passent deux seuils majeurs : 50 % des ventes (5458000 unités contre 5433000 pour les modèles thermiques) et 10 % des véhicules en circulation : 36,9 millions de véhicules sur 359 millions.
En 2024, les ventes de voitures électrifiées atteignent 11,58 millions d'unités ; leur part de marché est de 45 % ; les voitures hybrides rechargeables et à prolongateurs d’autonomie représentent 41 % des NEV. La part de marché des constructeurs chinois atteint 86 % : BYD domine le marché de très loin à 3,7 millions d’unités. La part de marché de Tesla n'est plus que de 6 % et celle de Volkswagen de moins de 2 %. La Chine a exporté plus de 5 millions de voitures, dont 1,28 million de NEV.
En juillet 2024, la part des voitures électrifiées dans les ventes en Chine passe pour la première fois la barre des 50 %. En novembre 2024, les ventes ont progressé de 50,5 % sur un an et le palier symbolique des 10 millions de ventes devrait être franchi d'ici la fin de 2024. Wood Mackenzie prévoit que les ventes de voitures 100 % électriques dépasseront celles de voitures thermiques dès 2025.
L'Agence internationale de l'énergie (AIE) estime les ventes de voitures 100 % électriques en 2023 à 5,4 millions, soit 57 % des ventes mondiales et 25 % des immatriculations en Chine. Le parc de voitures 100 % électriques atteint 16 millions, soit 5,6 % du parc automobile chinois.
En 2023, les ventes des NEV (hybrides rechargeables et électriques) ont progressé de 36,5 %, de 5,68 millions à 7,75 millions ; leur part de marché atteint 35,7 % sur le marché chinois, contre un peu plus de 27 % en 2022. Plus de 20 millions de voitures électrifiées circulent en Chine, soit 6 % des 336 millions de voitures en circulation. Les modèles purement électriques représentent à eux seuls 23,75 % des ventes, et les hybrides rechargeables 12 %. Sur les 5 156 000 ventes de voitures électriques, 25,6 % proviennent de BYD, largement en tête devant Tesla (11,7 %), Aion (9,3 %), Wuling (8,1 %), Nio (3,1 %) et Volkswagen (3,0 %).
Les « véhicules à énergie nouvelle » (NEV) comprennent, outre les modèles 100 % électriques, les hybrides rechargeables (PHEV), et les voitures électriques à autonomie étendue (E-REV), dont le moteur à essence auxiliaire ne sert qu'à produire de l'électricité supplémentaire pour recharger la batterie en cas de besoin. En 2023, les livraisons de PHEV et d'E-REV ont bondi de 83 % pour atteindre 2,6 millions d'unités, soit la moitié des ventes de modèles électriques. Sur les cinq premiers mois de 2024, les ventes de voitures 100 % électriques ont progressé de 17 %, et celles disposant d'une motorisation hybride de 70 %. En mai 2024, les modèles 100 % électriques ont représenté 59 % du total des ventes de voitures à énergies nouvelles, les PHEV sont montés à 31 % (+8 points sur un an) et les E-REV à 10 % (+2 points). Cette progression tient à la fois à leurs prix plus abordables et à leur plus grande autonomie.
Au début de juillet 2023, la Chine fête son 20 millionième « véhicule à énergie nouvelle » produit en Chine. Le seuil des 10 millions est passé au bout de 27 ans, en février 2022. Il n'a donc fallu qu’un an et 5 mois pour produire les 10 millions suivants.
Au début de 2023, le marché automobile chinois subit une guerre des prix : entre 30 et 40 constructeurs ont réduit les prix de leurs véhicules, certains proposant des remises de 40 %.
En avril 2023, au Salon de Shanghai, BYD, qui a vendu 1,86 million de voitures électrifiées en 2022, dont la moitié en 100 % électrique, présente la Seagull, petite voiture électrique d'entrée de gamme à 75 000 yuans, soit 10 000 €.
En 2022, selon l'Association chinoise des voitures particulières (CPCA), 5,67 millions de voitures électriques et hybrides rechargeables ont été vendues en Chine, près de deux fois plus qu'en 2021 ; elles représentent plus du quart des véhicules vendus. La part de marché des constructeurs étrangers est tombée à 20 % environ ; parmi les dix premiers fabricants de véhicules à énergie nouvelle (« VEN ») en Chine en 2022, seul Tesla est une marque étrangère. Du fait de la fin des subventions et réductions d'impôts pour les véhicules électriques, la croissance des ventes va ralentir en 2023 à +14 % selon la CPCA.
En 2021, 3,52 millions de voitures électriques et hybrides rechargeables ont été vendues en Chine, soit une hausse de 167,5 % par rapport à 2020. Leur part de marché atteint 13,4 % et même 19 % en décembre. Les ventes de voitures 100 % électriques atteignent 2,734 millions et celles d'hybrides rechargeables 0,6 million. En cinq ans, 7,7 millions de voitures électriques ou PHEV ont été vendues, soit à peu près la moitié du parc mondial. La part de marché des voitures 100 % électriques atteint 12,5 %, celle des hybrides rechargeables 2 % et celle des modèles à prolongateur d’autonomie 0,5 %. Les trois marques les plus vendues sont BYD (588 918 voitures), Wuling (426 484 voitures) et Tesla (320 743 voitures).
Les ventes de véhicules électriques ou hybrides ont atteint 1,37 million en 2020, soit 10,9 % de plus qu'en 2019. L'objectif du gouvernement est que les véhicules électriques représentent 20 % des ventes en 2025 et 50 % en 2035, contre environ 5 % en 2020. Le plan prévoit également un abandon progressif des véhicules hybrides rechargeables d'ici à 2035 au profit du 100 % électrique. À la fin de l'année, la Wuling Hongguang Mini EV, surnommée la « voiture du peuple », est devenue la voiture électrique la plus vendue en Chine pour le quatrième mois consécutif, surpassant la Tesla Model 3, grâce à son prix très bas : à partir de 3 500 € pour une autonomie de 120 ou 170 kilomètres selon le modèle de batteries. Les ventes cumulées jusqu'en décembre 2020 atteignent 5,5 millions d'unités.
En 2019, les ventes de véhicules électriques et hybrides rechargeables ont progressé de 50 % au premier semestre, atteignant 617 000 ventes, alors que le marché automobile chinois est en repli de 12 %. Mais sur l'ensemble de l'année, elles ont reculé de 4 %, à 1,24 million de ventes, alors qu'elles avaient bondi de 62 % en 2018 ; la cause de cette chute est la décision du gouvernement chinois, à l'été 2019, de réduire de moitié les subventions à l'achat, et de les supprimer complètement fin 2020. La Chine prévoit malgré cela 25 % de véhicules « à énergie nouvelle » (NEV : électriques ou hybrides) en 2025 contre 5 % en 2019.
En 2018, 984 000 voitures 100 % électriques ont été vendues en Chine.
Les ventes ont bondi de 53 % en 2016, à plus de 500 000 unités. En 2017, selon l'association chinoise des constructeurs automobiles, les ventes augmentent de nouveau de 53 % pour atteindre 777 000 unités, soit 2,7 % du marché automobile chinois, dont 652 000 véhicules électriques (468 000 voitures particulières et 184 000 véhicules commerciaux) et 125 000 véhicules hybrides rechargeables. Selon le site français Automobile Propre, les statistiques sont moindres en valeur absolue (plus de 600 000 véhicules), mais plus élevées en taux de croissance : +71 % ; la Chine a représenté à peu près la moitié du marché mondial (1 200 000 véhicules) ; la part de marché de l'électrique a atteint 2,1 % contre 1,5 % en 2016 ; en décembre 2017, elle atteignait 3,3 % ; les constructeurs locaux accaparent 96 % des ventes de véhicules électriques contre seulement un peu plus de 40 % pour le reste du marché automobile.
En 2015, avec 331 000 ventes, la Chine est devenue, devant les États-Unis, le premier marché mondial des voitures à nouvelles énergies, baptisées « NEV », soit les véhicules électriques et hybrides rechargeables, et le constructeur automobile vendant le plus de NEV au monde n'est pas Tesla ou Nissan, mais le groupe chinois BYD, qui compte parmi ses actionnaires le milliardaire Warren Buffett : BYD a écoulé plus de 60 000 voitures « NEV », contre 50 000 pour Tesla.
En 2013, 17 600 voitures électriques ou hybrides rechargeables ont été vendues, et 20 000 au premier semestre 2014 ; cette progression est cependant insuffisante pour atteindre l'objectif gouvernemental d'un parc automobile électrique de 500 000 véhicules en 2015. Le gouvernement a donc annoncé en juillet de nouvelles mesures de soutien : exemption de taxe (10 % du prix de vente) à l'achat, harmonisation des systèmes de subventions des régions et municipalités et ouverture aux constructeurs étrangers, alors que le marché était jusqu'ici réservé aux groupes nationaux BYD (55 %) et Chery (39 %) ; il envisage d'investir 16 milliards de dollars pour accélérer le déploiement des bornes de recharge. La Nissan Leaf et les BMW i3 et i8 ont commencé leur commercialisation en Chine et seront suivies par la e-Up de Volkswagen, Daimler, Toyota et Renault.

### Statistiques d'immatriculations
| Type                                                     | 2010  | 2015  | 2018  | 2019  | 2020  | 2021   | 2022  | 2023  | 2024  |
| -------------------------------------------------------- | ----- | ----- | ----- | ----- | ----- | ------ | ----- | ----- | ----- |
| Voitures 100 % électriques (BEV)                         |       | 61    | 820   | 830   | 920   | 2 700  | 4 400 | 5 400 | 6 400 |
| Voitures hybrides rechargeables (PHEV)                   | 0,34  | 150   | 270   | 230   | 220   | 550    | 1 500 | 2 700 | 4 900 |
| Part de marché VE (BEV+PHEV)                             | -     | 1 %   | 4,7 % | 5 %   | 5,7 % | 15 %   | 29 %  | 38 %  | 48 %  |
| Utilitaires                                              | 0,12  | 15    | 54    | 27    | 26    | 71     | 170   | 240   | 450   |
| Part de marché VUL                                       | -     | 1,3 % | 3,3 % | 1,5 % | 1,4 % | 4,1 %  | 11 %  | 15 %  | 33 %  |
| Bus                                                      | 1     | 43    | 83    | 68    | 55    | 42     | 44    | 31    | 48    |
| Part de marché bus                                       | 0,2 % | 38 %  | 64 %  | 61 %  | 66 %  | 56 %   | 66 %  | 55 %  | 64 %  |
| Camions                                                  |       | 17    | 36    | 24    | 17    | 12     | 27    | 36    | 76    |
| Part de marché camions                                   | -     | 1,4 % | 1,8 % | 1,1 % | 0,6 % | 0,5 %  | 1,9 % | 2,2 % | 4,4 % |
| 2-3 roues                                                | nd    | 2 700 | 4 500 | 5 800 | 8 200 | 11 000 | 8 000 | 7 800 | 7 200 |
| Part de marché 2-3 roues                                 | nd    | 18 %  | 32 %  | 37 %  | 45 %  | 55 %   | 43 %  | 43 %  | 46 %  |
| Source des données : Agence internationale de l'énergie. |       |       |       |       |       |        |       |       |       |

| Année | Véhicules électriques | Total des immatriculations | Part de marché |
| ----- | --------------------- | -------------------------- | -------------- |
| 2020  | 1 116 000             | 25 311 000                 | 4,4 %          |
| 2021  | 2 916 000             | 26 275 000                 | 11,1 %         |
| 2022  | 5 364 000             | 26 864 000                 | 20,0 %         |
| 2023  | 6 685 000             | 30 094 000                 | 22,2 %         |

### Statistiques de parc
| Type                                                     | 2010  | 2015  | 2018   | 2019   | 2020   | 2021   | 2022   | 2023   | 2024   |
| -------------------------------------------------------- | ----- | ----- | ------ | ------ | ------ | ------ | ------ | ------ | ------ |
| Voitures 100 % électriques (BEV)                         | 1,6   | 210   | 1 700  | 2 600  | 3 500  | 6 200  | 11 000 | 16 000 | 23 000 |
| Voitures hybrides rechargeables (PHEV)                   | 0,34  | 87    | 540    | 770    | 990    | 1 600  | 3 100  | 5 800  | 11 000 |
| Part de parc des VE (BEV+PHEV)                           | -     | 0,2 % | 1,1 %  | 1,5 %  | 1,9 %  | 3 %    | 5 %    | 7,5 %  | 11 %   |
| Utilitaires                                              | 0,4   | 15    | 200    | 250    | 270    | 330    | 460    | 680    | 1 100  |
| Part de parc VUL                                         | -     | 0,1 % | 1,5 %  | 1,7 %  | 1,7 %  | 2,0 %  | 2,6 %  | 3,7 %  | 5,8 %  |
| Bus                                                      | 1,9   | 98    | 360    | 430    | 480    | 530    | 570    | 600    | 650    |
| Part de parc bus                                         | 0,1 % | 3,6 % | 13 %   | 15 %   | 18 %   | 20 %   | 23 %   | 26 %   | 30 %   |
| Camions                                                  | ε     | 17    | 170    | 190    | 210    | 220    | 250    | 290    | 360    |
| Part de parc camions                                     | ε     | 0,1 % | 0,7 %  | 0,8 %  | 0,8 %  | 0,8 %  | 0,9 %  | 1,0 %  | 1,2 %  |
| 2-3 roues                                                | nd    | 8 800 | 19 000 | 26 000 | 33 000 | 42 000 | 46 000 | 60 000 | 67 000 |
| Part de parc 2-3 roues                                   | nd    | 6 %   | 13 %   | 17 %   | 21 %   | 26 %   | 28 %   | 35 %   | 39 %   |
| Source des données : Agence internationale de l'énergie. |       |       |        |        |        |        |        |        |        |

## Surcapacités
Selon une étude de Goldman Sachs, la capacité de production chinoise de voitures électriques équivalait en 2023 à 2,1 fois la demande domestique et à 1,2 fois la demande mondiale. Cette surcapacité débouche sur une guerre des prix, qui ont chuté de 12 % en un an. La moitié des acteurs de la filière génèrent un cash-flow opérationnel nul ou négatif. Les constructeurs automobiles chinois se lancent donc à l'international pour écouler leurs modèles, grâce à leurs coûts inférieurs de 17 % à 24 % à ceux de leurs concurrents internationaux. Ils visent l'Europe et les grands pays émergents, comme le Brésil, l'Indonésie ou la Turquie. Les surcapacités sont encore pires chez les fabricants de batteries, marché que les chinois dominent très largement : elles représentent 150 % la demande mondiale et ces fabricants n'opèrent qu'à un taux d'utilisation de 61 %. Cette offre pléthorique se combinant à une demande plus modeste, les prix se sont effondrés de 45 % sur un an. Mais les analystes de Goldman Sachs sont plutôt optimistes sur ce secteur : 19 projets de gigafactories de batteries ont été annulés ou repoussés par la cinquantaine de fabricants chinois ces derniers mois, selon Benchmark Mineral Intelligence.

## Facteurs de compétitivité
Une étude du cabinet AlixPartners relève que la part des constructeurs chinois dans les immatriculations en Chine atteint 59 % en 2023 et prévoit qu'elle passera à 72 % en 2030. Leur part de marché hors Chine devrait passer de 3 % à 13 %. Cette réussite s'explique par une politique de prix très agressive, mais aussi par la qualité des produits. Parmi leurs principaux facteurs de succès, le premier est leur capacité à développer des nouveaux modèles en vingt mois contre quarante mois en moyenne pour une marque occidentale ; leurs équipes font beaucoup plus d'heures supplémentaires ; ils ne cherchent pas le zéro défaut comme en Europe, mais réalisent en moyenne 40 mises à jour logicielles à distance par modèle en un an contre 2 pour une marque occidentale. Ils parviennent ainsi à renouveler en permanence leur offre. Enfin, leurs ambitions en termes de rentabilité sont plus modérées : les principaux constructeurs chinois ont enregistré en 2023 une marge opérationnelle de 8 %, nettement inférieure aux 10 % observés aux États-Unis et aux plus de 14 % en Europe.
Selon Song Zhiping, président de l’Association chinoise des sociétés cotées en bourse (CAPCO), BYD et Li Auto sont les seuls constructeurs chinois à tirer des bénéfices de leurs voitures électriques en 2023. Sur les 150 constructeurs chinois spécialisés sur l’électrique, seuls 20 ont réussi à atteindre une part de marché nationale de 1 % ou plus. Nio perd encore 100 000 yuans (12 700 €) sur chaque voiture vendue.
En 2024, la production de batteries en Chine est déjà supérieure à la demande mondiale de voitures électriques ; le taux moyen d'utilisation des capacités des usines de batteries en Chine est tombé de 51 % en 2022 à 43 % en 2023, et devrait encore baisser en 2024. Cette surcapacité, combinée avec la baisse du coût des matières premières depuis le début de 2023, explique la forte baisse de prix des batteries : les cellules de batteries lithium-fer-phosphate (LFP) se vendent désormais à 53 $/kWh contre 95 $/kWh en 2023, selon un rapport de Bloomberg. Grâce à cette chute de prix, 65 % des modèles électriques disponibles en Chine sont moins coûteux que leurs équivalents à moteur à combustion interne. Il faudra quelque temps pour que cette baisse de prix se répercute hors de Chine, mais cela se produit déjà partiellement,.

## Politiques de soutien

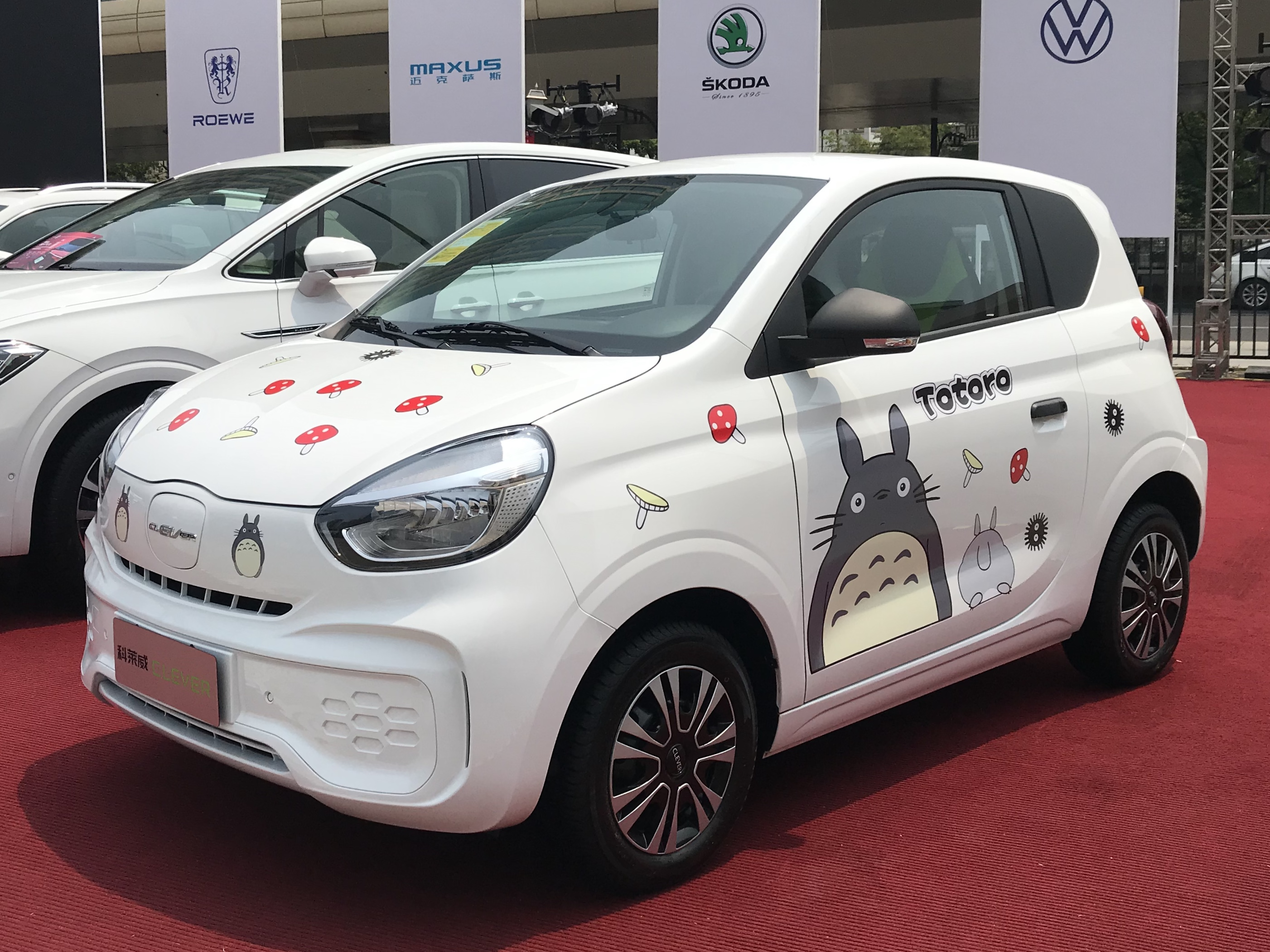
La Roewe Clever, auto électrique de SAIC lancée en 2020.

En Chine, le gouvernement a supprimé la taxe à l'achat (10 % du prix de vente) pour les NEV (voitures électriques et hybrides rechargeables) en 2014 ; il maintient un bonus extrêmement élevé : 55 000 yuans, soit 7 600 €, complété au niveau local par des aides supplémentaires, telles que la gratuité de la plaque dans les grandes villes alors que les immatriculations sont limitées pour les modèles thermiques. Objectif : cinq millions de « voitures propres » sur les routes en 2020. Les subventions sont réservées aux marques nationales, ce qui oblige les constructeurs étrangers à s'associer avec un constructeur local et intégrer leur technologie à des voitures qui ne porteront même pas leur marque : Renault va ainsi industrialiser sa Fluence sur place en 2017, sous la marque de son partenaire Dongfeng ; Daimler s'est associé à BYD, dont les voitures électriques se cachent sous la marque Denza ; la Leaf de Nissan est appelée Venucia.
Le gouvernement central a décidé fin 2016 de mettre progressivement fin à ses très généreuses subventions ainsi qu'à celles attribuées par les provinces. La subvention du gouvernement central a ainsi été réduite de 20 % (à 66 000 yuans maximum, soit 9 000 €) dès janvier 2017, selon le « China Daily ». La subvention des autorités locales sera plafonnée à 50 % de celle offerte par le pouvoir central. L'étape ultime doit intervenir en 2020, avec la suppression totale des subventions. De plus, la liste de modèles éligibles aux subventions publiée par Pékin le 2 février 2017 ne comprend plus que 386 modèles contre 713 en 2016 ; les autorités ont détecté de nombreuses fraudes et s'inquiètent d'éventuelles surcapacités.
Le gouvernement envisage en 2017 de remplacer son système de subventions par un système de quotas : son projet de loi notifié à l'OMC le 5 décembre prévoit l'obligation, pour tous les constructeurs produisant ou important plus de 50 000 véhicules par an, de produire au moins 8 % de NEV en 2018, puis 10 % en 2019 et 12 % en 2020. Les États-Unis et l'Union européenne ont demandé plusieurs aménagements, en particulier un calendrier plus réaliste, étant donné que la part de marché des NEV n'était que de 2 % en 2016, et une garantie d'égalité de traitement entre constructeurs nationaux et étrangers ; selon le quotidien Handelsblatt, la Chine pourrait assouplir sa position et peut-être décaler d'un an l'application des quotas de véhicules à énergie nouvelle.
Le gouvernement chinois a décidé en 2019 de couper drastiquement dans ses subventions : à partir de juin 2019, le seuil au-dessous duquel l'achat de voitures électriques est subventionné est porté de 150 à 250 km d'autonomie, et au-dessus de ce seuil les subventions sont fortement diminuées : de 47 à 60 %. De plus, il est désormais interdit aux autorités locales de subventionner les achats de voitures électriques. Au total, les subventions sont réduites de 67 %. Le gouvernement a injecté près de 53 milliards d'euros entre 2009 et 2017 dans le secteur, mais les importants financements consentis par des autorités locales ont suscité une prolifération de constructeurs (plus de 200) dont beaucoup n'ont pas de projets réalistes. Le gouvernement cherche à déclencher une consolidation du secteur, à inciter à une montée en gamme et à rediriger l'argent public vers les infrastructures de recharges.
Le gouvernement a fixé un quota de 10 % de véhicules électriques et hybrides dès 2019 pour tous les constructeurs, et 12 % en 2020. Par ailleurs, les constructeurs étrangers pourront dès 2018 ouvrir des sites de production de véhicules électriques ou hybrides dans le pays sans passer par une coentreprise avec un constructeur chinois, comme c'était la règle jusque-là.
En juin 2020, le gouvernement fixe ses quotas pour les véhicules à énergies nouvelles (électriques et hybrides rechargeables) jusqu'à 2023 : 14 % en 2021, 16 % en 2022 et 18 % en 2023.
Le gouvernement, qui avait initialement décidé de supprimer toutes les primes et tous les crédits d’impôt liés à l’achat de voitures électriques en 2020, repousse cette échéance à 2022 lors de la pandémie de Covid-19. Il décide de réduire progressivement les bonus jusqu’à leur suppression complète et annonce que leur réduction sera de 20 % en 2021.
Les aides seront réduites de 30 % en 2022 par rapport à 2021 et finalement supprimées à compter du 1er janvier 2023. Le gouvernement considère les quotas plus efficaces que les aides à l’achat ; ils sont fixés à 16 % en 2022 et à 18 % en 2023.
En juillet 2023, le gouvernement annonce un programme de 66 milliards € pour accélérer la vente de voitures propres (électriques, hybrides rechargeables et hydrogène) : l’exonération de la taxe d’achat de 10 % sur les véhicules propres serait prolongée au moins jusqu’à fin 2027. En 2024 et 2025, les acheteurs en seront totalement exonérés, et en 2026 et 2027, cette taxe sera exonérée à hauteur de 50 % ; l’exonération est plafonnée à 30 000 yuans (3 800 €) par véhicule.
Alors que le marché chinois représente le quart des ventes mondiales, toutes motorisations confondues (21,7 millions de voitures immatriculées en 2023), le nombre de véhicules produits en 2023 dépasse de 3,2 millions le nombre de ceux effectivement vendus. La guerre des prix sévit depuis plus d'un an pour les modèles labellisés « énergie nouvelle ». Une consolidation apparaît inévitable, mais les autorités régionales et locales ne se résignent pas à arrêter les frais, car la réticence à fermer une usine est encore plus forte qu'en France. Aiways, Haima Automobile et Zhidou, trois constructeurs déclarés en faillite ou proches de l'être, ont reçu en mars 2024 de nouvelles lignes de crédit.
A la suite d'un accident très médiatisé impliquant une voiture électrique de Xiaomi ayant pris feu après une collision le 29 mars 2025, le ministère chinois de l’Industrie et des Technologies de l’Information (MIIT) institue de nouvelles normes de sécurité nationales au sujet des batteries de voitures électriques. À compter de juillet 2026, la réglementation GB38031-2025, baptisée « Safety Requirements for Power Batteries of EV », exigera que les batteries ne provoquent plus d’incendie ou d’explosion, même en cas d’emballement thermique. Une série de tests sera effectuée avant la commercialisation des packs. Le ministère chinois décide également de renforcer la réglementation au sujet de la conduite autonome. Les programmes de tests « bêta » en public ne sont désormais plus autorisés. Les expressions « conduite automatique », « conduite autonome », « conduite intelligente » ou « conduite intelligente avancée » seront par exemple interdites. Les constructeurs devront plutôt utiliser l’expression « conduite assistée ». Les fonctions de conduite « sans la supervision du conducteur » seront interdites.